# Josey
Josey, de son vrai nom Priscille Josée Gnakrou, est une chanteuse et auteure-compositrice ivoirienne, née le 29 juin 1989 à Abidjan, abordant un style musical entre coupé-décalé, afro-zouk, RnB contemporain, musique soul et afro-dance.

## Biographie

### Jeunesse
Originaire du peuple Godié (Sud-Ouest de la Côte d’Ivoire) et Avikam, Josey est née le 29 juin 1989 à Abidjan (Côte d'Ivoire). À 8 ans, elle réalise un live dans son église et par la suite intègre un groupe de rap dans son lycée. Elle poursuivra ses études à l'École nationale d’administration de Côte d'Ivoire avant de décider d’entamer une carrière musicale.

### Vie privée
Alors qu’elle était au cœur de vives polémiques autour de sa vie privée, la chanteuse ivoirienne Josey a révélé en 2021 être en couple avec le footballeur international ivoirien Serey Dié. Elle est mère de deux enfants avec ce dernier.

## Carrière

### Début
Josey est une chanteuse ivoirienne qui touche à tous les genres musicaux. En effet, elle fait de la variété, de l'afro-zouk, du R&B, soul, afro-dance, rumba congolaise, de l’afro-folk et du coupé-décalé.
En 2003, elle forme avec des amis un groupe de rap dénommé Quarantaine (40T´N) au sein de son lycée. Dans la même année, elle fait la connaissance de Jc Karma et DJ Kalif. Par la suite, Josey fera de nombreux featurings comme sur le titre Muvement chopy de Marteau Pilon.
Elle participe dans la période de 2008-2009, à l’enregistrement des trois volumes Kenini 1, 2 & 3 d’Eric Didia "Roro", un artiste chanteur ivoirien et animateur radio.
Entre 2009 et 2011, Josey se produit dans un cabaret d’Abidjan, l’Acoustique,qui lui ouvre petit à petit les portes de la notoriété. Elle participe à l’enregistrement des titres Malaïka et Le réveil de l’album Chercheur d’or (2010) de son compatriote Dabé Tusti Gilles Murris, alias Tus-Ty, slammeur, enseignant et chroniqueur de l’émission La souris de la route sur Radio Nostalgie Abidjan.

### Révélation et ascension
À la fin de ses études à l’École Nationale d’Administration, Josey opte pour la carrière d’artiste.
En 2012, elle participe, sous son vrai nom Josée, à Castel Live Opéra, un concours africain organisé par le groupe Castel, diffusé sur des télévisions de 10 pays en Afrique dont l’objectif est de détecter des talents vocaux. À l’issue de ce concours, Josey termine à la deuxième place.
En mars 2013, Josey fait un featuring avec le groupe Tour 2 Garde sur le titre J’veux m’en aller, une chanson afro-zouk/ afro-rap. En avril, elle pose sa voix sur Chéri, tu me saoules : Quand sortir devient une guerre des sexes, un single du duo R&B, afro-rap, ragga, Kil’Heur & Rikwane.
Poursuivant son chemin, en  janvier 2014, Josey sort en solo le single On fait rien avec ça (expression beaucoup utilisée en Côte d'Ivoire), une chanson dédiée aux femmes et qui la fait adopter du grand public. En septembre, elle collabore avec DJ Bonano sur Abidjan la joie, un single coupé-décalé. En décembre, elle fait un featuring avec DJ Arafat sur Koba.
Dès janvier 2015, Josey sort son deuxième single Diplôme. Ce hit lui vaudra le surnom d’Avocate des femmes.
L'an 2016 marque la sortie de son troisième single You Galoh, chanté dans sa langue maternelle.
En 2017, elle sort Vendeur d'illusion
En 2018, elle interprète le titre Nagniouma en malinké composé par Alassane Soumano et Jour J-0, entièrement en lingala, fruit de sa collaboration avec le producteur et réalisateur de clips Tony Rodriguez, de son vrai nom Patrice Anoh, et l'ancien guitariste de Werrason, Flamme Kapaya comme auteur compositeur. La performance de Josey est saluée par plusieurs mélomanes.
Toujours en 2018, elle remplace la chanteuse camerounaise Charlotte Dipanda en tant que coach au concours télé The Voice Afrique francophone, où elle interprètera le titre Nangiouma.
La même année en 2018, elle reçoit de la Confédération internationale des sociétés d'auteurs et compositeurs le titre d'« ambassadrice du droit d'auteur » en Côte d'Ivoire.

## Distinctions
En 2015 elle est nommée dans la catégorie Meilleur Espoir Féminin pour Abidjan Festival au Palais de la Culture d’Abidjan.
Elle remporte le Kundé d'Or 2016 et 2021 du Meilleur Artiste de l'Afrique de l'Ouest grâce à ses titres Diplôme et  Zambeleman.
Le 3 novembre 2023, elle remporte le prix de la meilleure artiste féminine lors de la première édition du Jayli Awards. Le 02 novembre 2024, elle remporte le Jayli du meilleur artiste, groupe Afrique de l'Ouest grâce à son titre "tout laisse". Elle remporte le prix spéciale du meilleur artiste ivoirienne féminine.
Elle remporte le 15 janvier 2023 à  Dakar, le prix de la meilleure artiste féminine d'Afrique de l'Ouest grâce à son titre "zambeleman".
En novembre 2024, lors de la deuxième édition des Jayli Awards en Côte d’Ivoire, celle qui se fait appeler « la Diva » a réalisé le triplé, remportant trois prix notamment le prix de la meilleure artiste féminine ivoirienne, le prix de la meilleure artiste d’Afrique de l’Ouest et celui de la chanson de l’année avec son titre « Tout laisse. »
À cette soirée de distinction, Josey rendu hommage à « Dieu », son « équipe » et à ses  « amazones pour leur amour. »
Le 9 novembre 2024, elle remporte le prix de la meilleure artiste féminine francophone à la 10è édition des  African Entertainment Awards aux USA.
Toujours en 2024, elle est lauréate de la catégorie meilleure artiste d'Afrique de l'ouest aux Victoires de la musique guinéenne.
En 2025, elle remporte le prix de la meilleure artiste francophone aux Trace Awards[source secondaire souhaitée].

## Discographie

### Singles
- 2012 : Bouge la tête feat Kalubi
- 2013 : Chéri(e), tu me saoules feat Kil'Heur & Rikwane[7]
- 2014 : Koba feat DJ Arafat
- 2015 : Diplôme; on fait rien avec ça[7]
- 2016 : You Galoh[7]
- 2017 : La family feat Josey[7]
- 2017 : Vendeur d'illusion
- 2018 : Nagniouma[7]
- 2018 : Jour J-0
- 2018 : Mise au point
- 2019 : Mon nom
- 2019 : La vérité feat 2Boyz
- 2020 : Espoir
- 2020 : Ma raison de vivre feat Lory Melody
- 2020 :  Sorry
- 2020 : Témoignage feat Bonigo
- 2021 : Ma moitié
- 2021 : Rebelote
- 2021 : Zambeleman
- 2022 : On va t'attraper feat Elow'n
- 2023 : Je te kala pas
- 2023 : Nous on veut s'amuser
- 2023 : Venez bouger
- 2024 : Tout laisse
- 2024 : Double Jeu
- 2024 : Cherche Ton Money
- 2025 : Focus
- 2025 : Ne touche pas ma sœur feat Nej’

### Albums
- 2021 : Cocktail
- 2022 : Phoenix EP
- 2024: Vibration Universelle[31]